# Grand Budapest Hotel

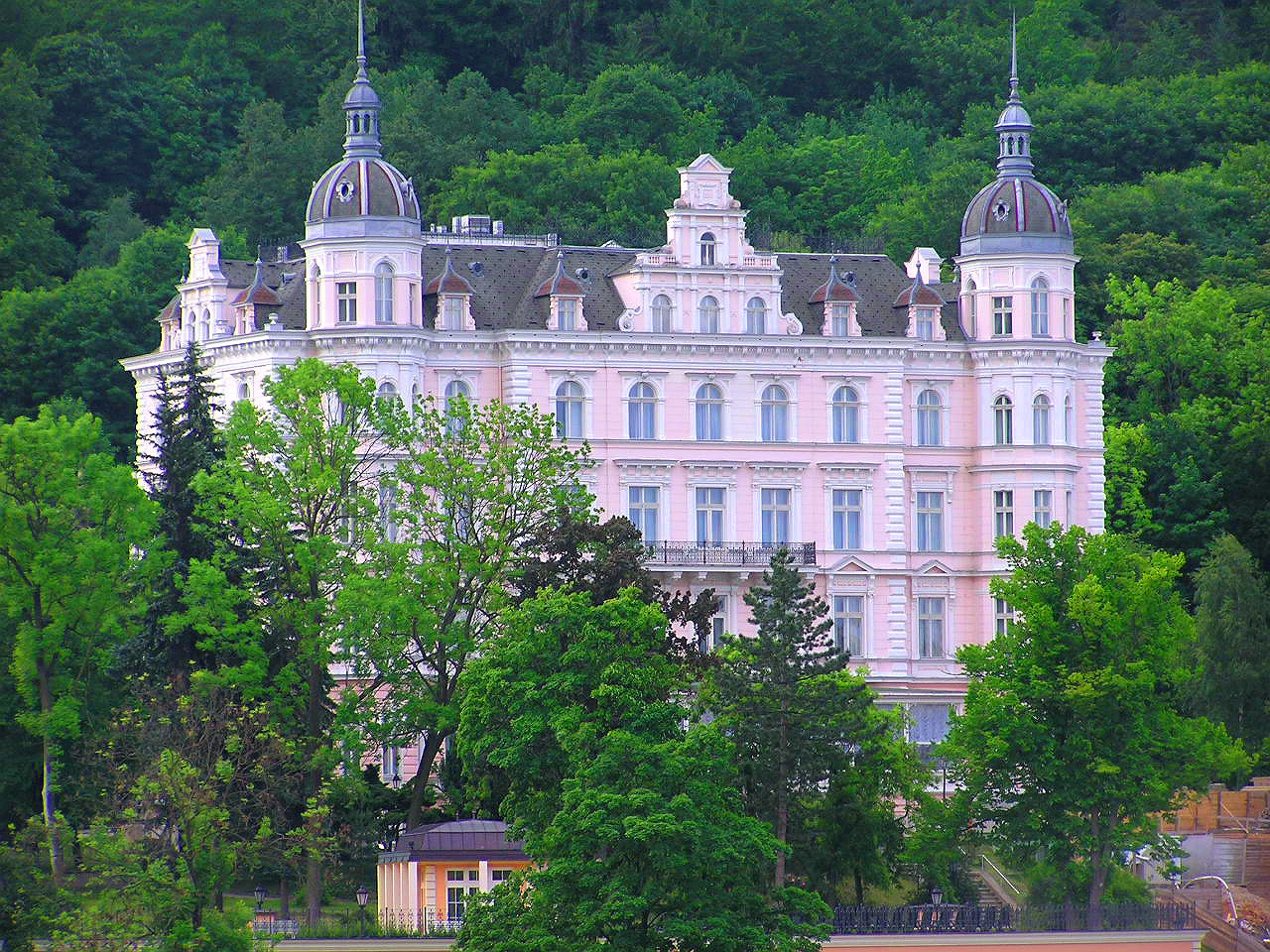
Hotel Bristol w Karlowych Warach, na którym wzorowany był tytułowy hotel

Grand Budapest Hotel (ang. The Grand Budapest Hotel) – amerykańsko-niemiecki komediodramat z 2014 roku w reżyserii Wesa Andersona, inspirowany wspomnieniami austriackiego pisarza Stefana Zweiga.

## Obsada
- Ralph Fiennes jako M. Gustave H.
- Tony Revolori jako Zero Moustafa
- F. Murray Abraham jako stary Zero Moustafa
- Jude Law jako pisarz
- Tom Wilkinson jako stary pisarz
- Adrien Brody jako Dmitri Desgoffe und Taxis
- Edward Norton jako Albert Henckels
- Saoirse Ronan jako Agatha
- Willem Dafoe jako J.G. Jopling
- Jeff Goldblum jako Vilmos Kovacs
- Mathieu Amalric jako Serge X
- Tilda Swinton jako Madame D. / hrabina Céline Villeneuve Desgoffe und Taxis
- Bill Murray jako M. Ivan
- Harvey Keitel jako Ludwig
- Florian Lukas jako Pinky
- Karl Markovics jako Wolf
- Volker Michalowski jako Günther
- Jason Schwartzman jako M. Jean
- Owen Wilson jako M. Chuck
- Larry Pine jako pan Mosher
- Giselda Volodi jako siostra Serge’a
- Léa Seydoux jako Clotilde
- Wallace Wolodarsky jako M. Georges
- Waris Ahluwalia jako M. Dino
- Fisher Stevens jako M. Robin
- Bob Balaban jako M. Martin

## Nominacje i nagrody
Oscary
- Oscar za najlepszą charakteryzację i fryzury
- Oscar za najlepszą muzykę filmową
- Oscar za najlepszą scenografię
- Oscar za najlepsze kostiumy
- nominacja w kategorii najlepszy film
- nominacja w kategorii najlepsza reżyseria
- nominacja w kategorii najlepszy scenariusz oryginalny
- nominacja w kategorii najlepsze zdjęcia
- nominacja w kategorii najlepszy montaż

64. Międzynarodowy Festiwal Filmowy w Berlinie
- Udział w konkursie głównym o nagrodę Złotego Niedźwiedzia, Wes Anderson (nominacja)
- Srebrny Niedźwiedź – Nagroda Grand Prix Jury

Złote Globy 2015
- Złoty Glob za najlepszy film komediowy lub musical
- nominacja dla Ralpha Fiennesa w kategorii najlepszy aktor w filmie komediowym
- nominacja dla Wesa Andersona w kategorii najlepszy reżyser
- nominacja w kategorii najlepszy scenariusz